# Virus de la marbrure plumeuse de la patate douce
Potyvirus batataplumei
Espèce
Synonymes
- Sweet potato chlorotic leaf spot virus
- Sweet potato internal cork virus
- Sweet potato russet crack virus
- Sweet potato virus A

Potyvirus batataplumei, aussi appelé virus de la marbrure plumeuse de la patate douce (SPFMV, Sweet potato feathery mottle virus), est une espèce de phytovirus (Potyvirus) de la famille des Potyviridae à répartition cosmopolite.
Ce virus qui attaque principalement la patate douce (Ipomoea batatas) est transmis sur un mode non persistant par des pucerons. Il provoque des symptômes légérs, essentiellement foliaires, mais lorsqu'il se trouve en combinaison avec le  virus du rabougrissement chlorotique de la patate douce (SPCSV, Sweetpotato chlorotic stunt virus) (Crinivirus), il peut être responsable d'une maladie virale grave, entraînant une baisse importante de la production de tubercules, la maladie virale de la patate douce (SPVD,Sweet potato viral disease).
Ce virus a été observé sur tous les continents, à l'exception de l'Antarctique,,. Le nombre de localités où on le trouve augmente toujours ; on suppose que ce virus est présent partout où son hôte est présent. Le virus a quatre souches que l'on rencontre dans différentes parties du monde.

## Histoire
Le SPFMV a été découvert aux États-Unis il y a 70 ans et est actuellement le virus de la patate douce le plus répandu au monde. La présence de ce virus est généralement indiquée par la présence de la maladie virale de la patate douce, car il passe le plus souvent inaperçu par lui-même. Le SPFMV a été découvert plus récemment en Italie en tant que principal contributeur à la SPVD dans ce pays

## Structure
Tous les potyvirus sont des virus non enveloppés avec des génomes à ARN simple-brin à polarité positive. Le génome du SPFMV est long d'environ 10 820 bases et varie légèrement en fonction de la souche spécifique. La majorité du génome du SPFMV correspond à un cadre de lecture ouvert, suivi d'une région 3'-UTR et d’une queue poly(A). La région 3'-UTR présente une structure secondaire qui pourrait être impliquée dans la reconnaissance de la réplicase virale. Tous les potyvirus ont des séquences 3' poly(A), bien qu’ils ne possèdent pas la séquence signal cellulaire pour l’addition de la queue poly(A). Les gènes codés sont P1, HC-Pro (protéase du composant auxiliaire), P3, 6K1, CI, 6K2, NIa, NIb et la protéine d'enveloppe cistron, que l'on trouve dans divers autres virus. Lors de la réplication, le génome entier est traduit en polyprotéine et clivé. Le gène de cistron est situé près de l’extrémité terminale 3’.
| Protéines | Fonctions des protéines                                                                              |
| --------- | --- |
| P1        | Protéinase, activité de liaison à l'ARNss                                                            |
| HC-Pro    | Protéinase, aide à la transmission par les pucerons, déplacement à longue distance                   |
| P3        | Fonction de réplication virale                                                                       |
| 6K1       | Inconnue                                                                                             |
| CI        | Protéine d'inclusion cytoplasmique, activité d'ARN hélicase                                          |
| 6K2       | Inconnue (impliquée dans la réplication virale)                                                      |
| NIa       | VPg (protéine liée au génome viral) et protéinase                                                    |
| NIb       | Réplicase virale                                                                                     |
| Cistron   | Protéine d'enveloppe, assemblage du virion, contrôle de la transmission virale, propagation du virus |

Globalement, le génome est d'une longueur de  10 à 15 % supérieure à la longueur moyenne du génome des espèces du genre Potyvirus. Le cistron est également particulièrement important dans ce virus.
Le virion, en forme d'un long filament flexueux, a une longueur allant de 810 à 865 nanomètres.

## Cycle biologique
Les spécificités du cycle de réplication du SPFMV ne sont pas entièrement connues. Après l'entrée dans la cellule, la protéinase du composant auxiliaire (HcPro) se lie à eIF4E, un facteur d'initiation de la traduction de liaison de cap eucaryote qui joue un rôle crucial pour la réplication du potyvirus. VPg et NIa interagissent également avec les facteurs d'initiation de la traduction pour lancer le processus de traduction. Le génome est alors traduit en une polyprotéine, qui est ensuite clivée au niveau de séquences de clivage spécifiques par trois protéases, HC-Pro, P1 et NIa-Pro, également codées dans le génome viral. HcPro supprime également le silençage des gènes via les ARNsi et ARNmi chez l'hôte, ce qui contribue aux effets cytopathiques chez la plante. Si l'hôte possède eIF4E, HcPro interagit avec ce facteur pour modifier la transcription de la cellule hôte. Une fois les protéines virales traduites, le génome est répliqué (par la médiation de 6K2, P3 et CI) et empaquetée dans le virion.

## Transmission et infection
En raison de la présence de parois cellulaires, l’entrée du virus dans les cellules végétales n'est possible que par transmission mécanique ou par un vecteur capable de percer ou endommager la plante et de créer ainsi un site d’entrée pour le virus. Le SPFMV est transmis de manière non persistante par la  pointe du stylet des pucerons, notamment des espèces telles que Aphis gossypii, Myzus persicae, Aphis craccivora et Lipaphis erysimi,  lorsqu'ils piquent les plantes,. Les espèces de plantes affectées par le SPFMV sont diverses et comprennent de nombreuses espèces du genre Ipomoea (Ipomoea alba, Ipomoea aquatica, Ipomoea heredifolia, Ipomoea nil, Ipomoea  lacunose, Ipomoea purpurea, Ipomoea cordatotriloba, Ipomoea tricolor), trois espèces du genre Nicotiana  (Nicotiana benthamiana, Nicotiana rustica, Nicotiana tabacum), et d'autres espèces telles que Chenopodium quinoa et Datura stramonium. On a démontré que le virus infecte principalement les tissus végétatifs et non les tissus reproducteurs. Il n’est donc pas transmis par les  plantes mères par l'intermédiaire des graines

## Symptômes, diagnostic et traitements
Les effets du SPFMV dépendent des variétés de patate douce ainsi que de la souche du virus et peuvent aussi varier selon les zones géographiques. De nombreuses infections sont localisées, bénignes et souvent asymptomatiques et peuvent ne pas être traitées sans que cela cause des dégâts importants à la plante. Le symptôme le plus courant du SPFMV est l'apparition d'un motif violet plumeux sur les feuilles. Cependant, on sait que des souches plus virulentes, telles que la souche RC (russet crack), provoquent une nécrose des racines et une chlorose des feuilles, et certaines souches provoquent une décoloration des racines,. Cependant, en raison de la contribution importante du virus des SPFMV à la virose complexe de la patate douce, de nombreuses études ont pour objectif de créer une immunité au SPFMV chez les plantes sensibles. Une de ces méthodes est la création de plantes transgéniques utilisant des protéines telles que les inhibiteurs de la cystéine protéinase, qui inhiberaient le clivage de la polyprotéine virale.

## Variabilité génétique
La prédominance très répandue de cette maladie favorise des niveaux élevés de variance entre les isolats, car beaucoup d'entre eux sont séparés par des distances géographiques importantes et développent des mutations uniques. La variance entre les souches est due à la différenciation des séquences dans les gènes de la protéine d'enveloppe, conduisant parfois à une réponse immunitaire différente. Par conséquent, la détection de différentes souches s'effectue par séquençage du génome ou sérologie, ce qui est possible en inoculant le virus à des lapins. Il existe actuellement quatre souches connues : EA, rencontrée seulement en Afrique de l'Est ; RC, présente en Australie, en Afrique, en Amérique du Nord et en Asie ; O, d'Afrique, d'Asie et d'Amérique du Sud ; et C, d’Australie, d’Afrique, d’Asie, d’Amérique du Nord et d’Amérique du Sud